# مکتوم بن راشد آل مکتوم
شیخ مکتوم فرزند شیخ راشد (زاده ۱۵ اوت ۱۹۴۳ – درگذشته ۴ ژانویه ۲۰۰۶) نائب رئیس و نخست وزیر امارات متحده عربی و حاکم دبی بود.
نام کامل وی  شیخ مکتوم بن شیخ راشد بن شیخ سعید آل مکتوم  است.
نسب وی به قبیلهٔ «آلبوفلاسا» یکی از بزرگ‌ترین قبائل عربی بعد از قبیلهٔ «آلبوفلاح» که سردودمان قبیلهٔ «آل نهیان» است، بر می‌گردد.

## زندگی
شیخ مکتوم بن راشد آلمکتوم در سال ۱۹۴۳ میلادی در خانواده بزرگ آل مکتوم و در «قصر شیخ سعید آل مکتوم» (پدر بزرگش) واقع در منطقهٔ شندغه در نزدیکی خور دبی چشم به جهان گشود. تحصیلات ابتدایی او، ریاضیات، زبان انگلیسی، عربی و علوم اسلامی را در بر می‌گرفت تا او برای مسؤلیت خطیری که در آینده به وی سپرده می‌شد آماده نماید. پس از آنکه شیخ راشد بن سعید آل مکتوم در چهارم اکتبر ۱۹۵۸ به عنوان حاکم (امیر) دبی زمام امور را در دست گرفت، شیخ مکتوم به عنوان دست راست و نزدیکترین فرد به او همواره در کنار وی بود. در اواخر دهه ۱۹۵۰ و آغاز دهه ۱۹۶۰ میلادی، شیخ راشد و فرزندش (ولیعهدش) شیخ مکتوم تمامی توجه و تلاش خود را برای تبدیل رویای توسعه امارات متحده عربی به واقعیت متمرکز نمودند و این آرزو را با پروژه‌های همچون فرودگاه دبی، نیروگاه برق، توسعه منابع آب و ساخت نخستین هتل در دبی، مدارس متعدد و منطقهٔ مسکونی جدید و مدرن تحقق بخشید.
شیخ مکتوم پس از تکمیل تحصیلات مقدماتی در اوایل دهه ۶۰ میلادی به خواسته پدر برای تکمیل تحصیلات خود را وارد دانشگاه‌های برتر انگلستان شد و در آنجا در کنار فراگیری علوم سیاسی و انسانی، با فرزندان رهبران و سیاست‌مداران بزرگ کشورهای مختلف جهان آشنا شد. در ۲ دسامبر ۱۹۷۱ میلادی و پس از قیام دولت امارات متحده عربی و برگزیده شدن شیخ زاید بن سلطان آل نهیان به سمت رئیس اتحاد امارات متحده عربی، شیخ راشد بن سعید به عنوان نایب خود معرفی نمود. شیخ مکتوم بن راشد نیز به عنوان نخست وزیر امارات متحده عربی بر گزیده شد، و در ۲ آوریل ۱۹۷۲ میلادی نخستین کابینهٔ امارات متحده عربی را معرفی نمود. شیخ راشد بن سعید پس از ابتلای به بیماری در سال ۱۹۸۱ وظایف و مسئولیت‌های خود به ۴ پسر خود: شیخ مکتوم بن راشد و شیخ حمدان بن راشد و شیخ محمد بن راشد و شیخ احمد بن راشد واگذار نمود. و حتی پس از بهبودی نیز به علت نیاز به استراحت بیشتر، مدیریت عملی امور روزمره را به شیخ مکتوم که توسط برادرانش حمایت می‌شد سپرده شد. آنان با پایه‌گذاری یک شیوه رهبری و مدیریت مؤثر، خط مشی پدر را حفظ نموده و آن را توسعه بخشیدند.

## دوران حکمرانی
در ۱۰ اکتبر سال ۱۹۹۰ میلادی شیخ راشد حاکم دبی در گذشت. پس از در گذشت پدر، شیخ مکتوم زمام حکومتی دبی و همچنین نایب رئیس دولت اتحاد در دست گرفت. شیخ مکتوم برای توسعهٔ دبی به سختی و تلاش و توجه ویژه خود را بر ارتقاء قوانین و تحصیلات متمرکز نمود. حیات وی، لبریز از سخاوت در تمامی ابعاد، همچون سیاست، اقتصاد و تحصیلات است. از او به عنوان بهترین حاکم دبی یاد میشود. او پس از برعهده گرفتن نخستین نقش خود در حاکمیت امارات متحده عربی به عنوان نخست وزیر، در جهت حمایت و پیشرفت امارات متحده عربی تلاش کرد و در کنار شیخ زاید بن سلطان آل نهیان رئیس دولت اتحاد مسؤولیت توسعه و پیشرفت کشور را برعهده گرفت. او راستای سیاست پدر گام برداشت.

## مرگ
وی در روز چهار شنبه ۴ ژانویه سال ۲۰۰۶ میلادی در اثر سکته قلبی در سن ۶۳ سالگی در گذشت و در دبی به خاک سپرده شد.